# Ribeirão de São Paulo
O Ribeirão de São Paulo é um rio brasileiro do estado de Minas Gerais. É afluente da margem direita do Rio Mojiguaçu.
Apresenta 33 km de extensão e drena uma área de 217 km², que inclui parte dos municípios de Ouro Fino, Albertina e Jacutinga. Suas nascentes localizam-se na Serra da Mantiqueira, no município de Ouro Fino, a uma altitude de aproximadamente 1120 metros. Ainda no município de Ouro Fino, banha o distrito de São José do Mato Dentro. Sua foz no rio Mojiguaçu localiza-se próximo à cidade de Jacutinga.